# William P. Lambertson
William Purnell Lambertson, född 23 mars 1880 i Fairview i Kansas, död 26 oktober 1957 i Fairview i Kansas, var en amerikansk politiker (republikan). Han var ledamot av USA:s representanthus 1929–1945.
Lambertson efterträdde 1929 Daniel R. Anthony Jr. som kongressledamot och efterträddes 1945 av Albert M. Cole.
Lambertson är begravd på Sabetha Cemetery i Sabetha i Kansas.